# Orphulella fluvialis
Orphulella fluvialis är en insektsart som beskrevs av Otte, D. 1979. Orphulella fluvialis ingår i släktet Orphulella och familjen gräshoppor. Inga underarter finns listade i Catalogue of Life.